# Zdzisław Legomski
Zdzisław Legomski (ur. 26 lipca 1927 w Dąbrowie Górniczej, zm. 26 marca 2004) – polski działacz partyjny i państwowy, poseł na Sejm PRL VII i VIII kadencji (1976–1980), wojewoda katowicki (1978–1980).

## Życiorys
Syn Tomasza i Konstancji. Uzyskał wykształcenie wyższe ekonomiczne. Od 12 listopada 1951 należał do PZPR. W latach 1956–1957 był I sekretarzem POP w Sosnowcu. Od 1959 do 1960 zasiadał w Wydziale Ekonomicznym Komitetu Miejskiego PZPR w Sosnowcu, a w okresie 1960–1964 był I sekretarzem Komitetu Zakładowego Kopalni Milowice. Przez kolejnych 5 lat pełnił funkcję sekretarza organizacyjnego KM w Sosnowcu. W latach 1965–1971 był członkiem Wojewódzkiej Komisji Kontroli Partyjnej w Komitecie Wojewódzkim PZPR w Katowicach, gdzie od 1969 do 1972 kierował Wydziałem Przemysłu Ciężkiego i Komunikacji, a w 1972 został członkiem egzekutywy. W marcu tego samego roku objął funkcję sekretarza ekonomicznego KW, którą pełnił do 13 czerwca 1978 (gdy został wojewodą katowickim). W tym czasie, 12 grudnia 1975, został członkiem Komitetu Centralnego PZPR, a w wyborach w 1976 uzyskał mandat posła na Sejm VII kadencji w okręgu Tychy. Pracował w Komisji Budownictwa i Przemysłu Materiałów Budowlanych. Dwa lata później uzyskał nominację na wojewodę katowickiego, którym był do 13 grudnia 1980. Wcześniej, w tym samym roku, ponownie w okręgu tyskim uzyskał mandat posła, który sprawował do 30 lipca 1981. W KC PZPR zasiadał do 9 lutego tego samego roku.

## Odznaczenia
- Order Sztandaru Pracy II klasy
- Krzyż Oficerski Orderu Odrodzenia Polski[1]